# Lac Kalenga
Pour les articles homonymes, voir Kalenga.
Le lac Kalenga est un lac de la République démocratique du Congo situé dans le district du Haut-Lomami près de Kinda, au sud de Kamina.